# جسيمات بلانك

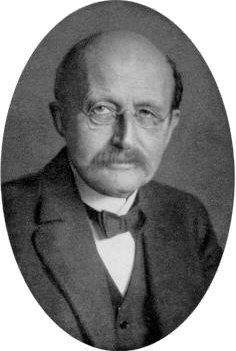

جسيمات بلانك (بالإنجليزي : Planck particle) هي جسيمات افتراضية تعرف أنها ثقب أسود صغير يتساوى فيها الطول الموجي لكومتون مع نصف قطر شفارتزشيلد. المساوي لطول بلانك, وكتلها مقاربة لكتلة بلانك، تستخدم هذه الجسيمات أحيانا لتحديد كتلة بلانك وطول بلانك. كما تلعب دورا هاما في نماذج الكون المتطورة في حقبة بلانك ويعتقد أنها تتلاشى عند إشعاع هوكينغ.
بمقارنة جسيمات بلانك مع البروتون نلاحظ أن
1-	جسيمات بلانك أصغربكثير من البروتون( نصف قطرها يساوي طول بلانك أي أصغر من نصف قطرالبروتون بمقدار 10−20 )
2-	جسيمات بلانك أثقل من البروتونات بمقدار 1019

## استنتاج
من تعريف جسيمات بلانك
{\displaystyle \lambda ={\frac {h}{mc}}={\frac {2Gm}{c^{2}}}}
{\displaystyle m={\sqrt {\frac {hc}{2G}}}}
هذه الكتلة أكبر من كتلة بلانك بمقدار {\displaystyle {\sqrt {\pi }}} ممايجعل الجسيمات أكثر ضخامة من وحدة كتلة بلانك بمقدار 1.772
نصف قطر موجة كومبتون
{\displaystyle r={\frac {h}{mc}}={\sqrt {\frac {2Gh}{c^{3}}}}}

## أبعاد
باستخدام الاشتقاقات أعلاه يمكن استبدال الثوابت العالمية h, G, c لتحديد قيم مادية لكتلة الجسيمات ونصف قطرها بفرض أن كثافة المادة موحدة
| الدليل    | البعد | الحجم بوحداتنظام الوحدات الدولي |
| --------- | ----- | ------------------------------- |
| الكتلة    | M     | 3.85763×10−8 كـg                |
| نصف القطر | L     | 5.72947×10−35 م                 |
| الحجم     | L3    | 7.87827×10−103 m3               |
| الكثافة   | M L−3 | 4.89655×1094 kg m-3             |

وتجدر الإشارة إلى أن الأبعاد أعلاه لاتتطابق مع الجسيمات المعروفة أو المواد.